# Neodythemis arnoulti
Neodythemis arnoulti là loài chuồn chuồn trong họ Libellulidae. Loài này được Fraser mô tả khoa học đầu tiên năm 1955.